# Abbott and Costello Meet the Invisible Man
Abbott and Costello Meet the Invisible Man (Abbott și Costello îl întâlnesc pe Omul invizibil) (1951) este un film științifico-fantastic, horror, comedie regizat de Charles Lamont. În film interpretează Nancy Guild, Abbott și Costello.

## Povestea
Filmul descrie aventurile a doi detectivi particulari, Lou Francisc și Bud Alexander, care investighează uciderea unui manager de box. Cel acuzat pe nedrept, Tommy Nelson, devine invizibil pentru a ajuta la demonstrarea nevinovăției sale. 

## Distribuție
- Bud Abbott este Bud Alexander
- Lou Costello este Lou Francis
- Nancy Guild este Helen Gray
- Arthur Franz este Tommy Nelson
- Adele Jergens este Boots Marsden
- Sheldon Leonard este Morgan

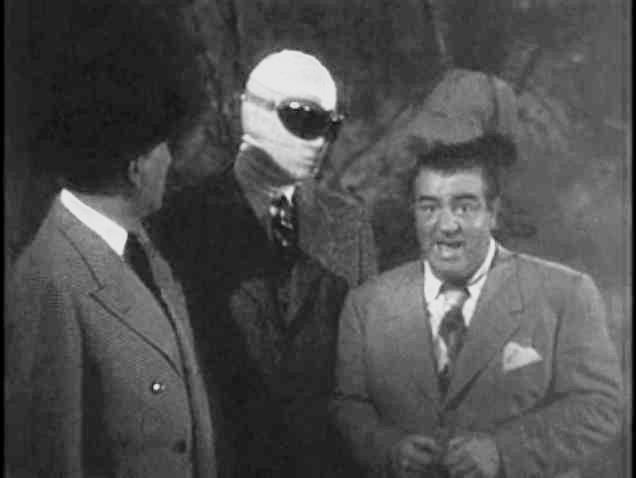
Imagine din film

- William Frawley este Detectivul Roberts
- Gavin Muir este Dr. Philip Gray
- Sam Balter este Radio announcer
- John Daheim este Rocky Hanlon
- Paul Maxey este Dr. James C. Turner
- James Best este Tommy Nelson  (Franz's stand-in)